# های اسپارو
های اسپارو (انگلیسی: High Sparrow) یک شخصیت خیالی در مجموعه‌داستان‌های خیالی-حماسی ترانه یخ و آتش اثر نویسندهٔ آمریکایی جرج آر. آر. مارتین و اقتباس تلویزیونی آن بازی تاج‌وتخت است. نام واقعی او نامعلوم است.
این کاراکتر، نخستین بار در ضیافتی برای کلاغ‌ها (۲۰۰۵) معرفی می‌شود و بعد در رقصی با اژدهایان (۲۰۱۱) نیز حضور می‌یابد.
نقش این شخصیت خیالی را در مجموعهٔ تلویزیونی بازی تاج‌وتخت که محصول اچ‌بی‌او است، جاناتان پرایس ایفا می‌کند.

## مشخصات ظاهری
های اسپارو پیرمردی کوچک‌اندام و لاغر با چشمانی بی‌حس‌وحال و موهای سپید است که لباس‌های گران‌قیمت و زیورآلات زرین ندارد، بلکه یک خرقهٔ پشمی ساده و سفیدرنگ بر تن می‌کند.
شخصیت «های اسپارو» و کارهایی که انجام می‌دهد، بیشتر از نگاهِ دیگران و از جمله سرسی لنیستر مشاهده یا توصیف می‌شود و در رمان اصلی، یک شخصیتِ فرعی و پشت‌صحنه است. او عضو یک جنبش مذهبی در خلال «نبرد پنج پادشاه» و همچنین عضوی از فرقهٔ «مؤمنان پروردگارِ هفت سیما» است.